# Lupo d'Argento
Il Lupo d'Argento (Silver Wolf) è la più alta onorificenza dell'associazione scout britannica The Scout Association reso per "servizi di massima eccezionalità".
Questo premio, consistente in un lupo d'argento appeso ad un nastro per collo verde scuro e giallo, viene assegnato unicamente dal Capo Scout dell'Associazione.

## Storia
Sin dalla sua istituzione ad opera di Baden-Powell, il Lupo d'Argento viene consegnato dal Capo Scout dell'associazione talvolta su raccomandazione dei commissari regionali.
Nei primi tempi Baden-Powell usava concedere questa onorificenza a capi di ogni nazione che si distinguevano per meriti particolari per il movimento, tuttavia essa, sebbene assegnata dal "Capo scout del mondo", era una onorificenza britannica, così il comitato internazionale propose la creazione di una nuova. Nel 1934 così venne istituito il Lupo di Bronzo, onorificenza speciale attribuita dal Comitato Scout Mondiale.
Altre associazioni ne crearono di simili: l'associazione guide Britannica creò il "Silver Fish" e l'associazione dei Boy Scout of America istituì il "Silver Buffalo".

## Insigniti
- Mario di Carpegna